# Karl-Theodor zu Guttenberg

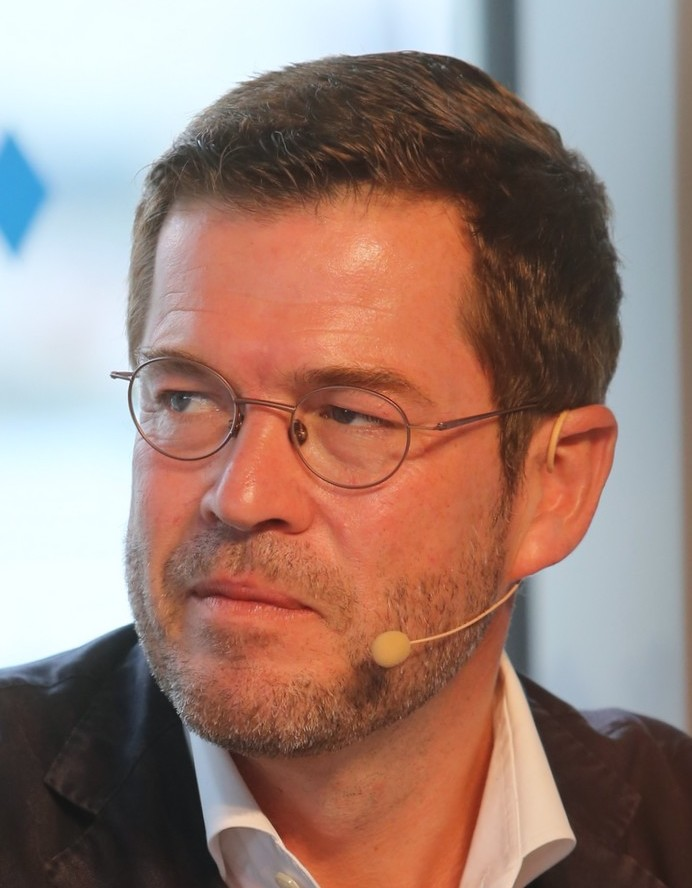
Karl-Theodor zu Guttenberg (2017)

Karl-Theodor zu Guttenberg (amtlich Karl-Theodor Maria Nikolaus Johann Jacob Philipp Franz Joseph Sylvester Buhl-Freiherr von und zu Guttenberg; * 5. Dezember 1971 in München) ist ein ehemaliger deutscher Politiker (CSU), der heute als Lobbyist, Unternehmensberater, Fernsehmoderator und Autor tätig ist.
Im Jahre 2009 war er zunächst Bundesminister für Wirtschaft und Technologie, danach bis 2011 Bundesminister der Verteidigung. Nachdem die Universität Bayreuth Guttenberg im Zuge der Plagiatsaffäre um seine Dissertation, die auch Urheberrechtsverletzungen beinhaltet hatte, den Doktorgrad im Februar 2011 aberkannt hatte, legte er Anfang März 2011 sämtliche politischen Ämter nieder.

## Herkunft und Familie

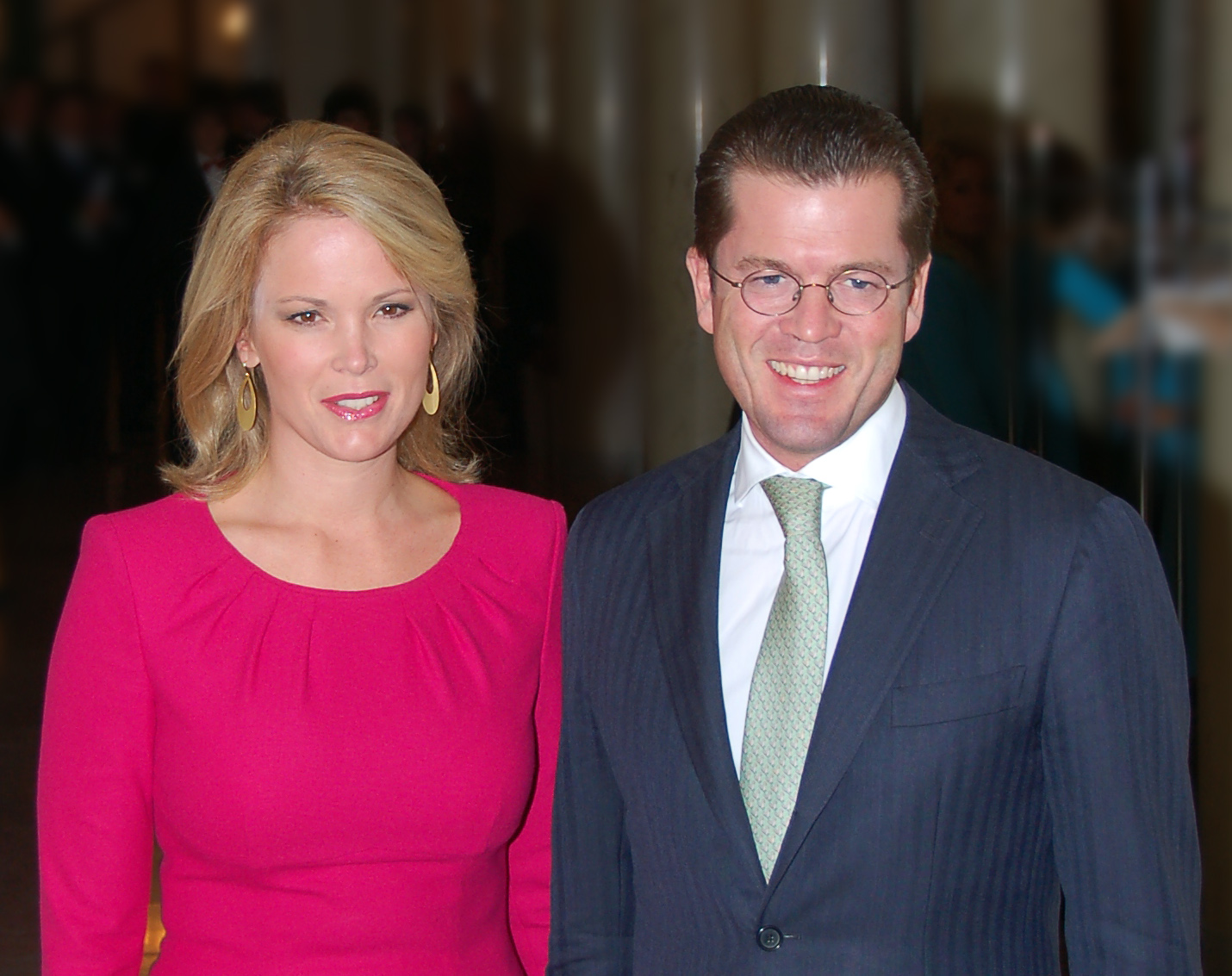
Stephanie und Karl-Theodor zu Guttenberg bei der Quadriga Preisverleihung, 2010

Karl-Theodor Buhl-Freiherr von und zu Guttenberg entstammt dem fränkischen Adelsgeschlecht Guttenberg. Seine Eltern sind der Dirigent Enoch Freiherr von und zu Guttenberg und dessen damalige Ehefrau Christiane, geborene Gräfin von und zu Eltz. Die Eltern ließen sich im Jahr 1977 scheiden. Guttenberg und sein jüngerer Bruder Philipp Franz wuchsen danach beim Vater auf. Ihre Mutter heiratete 1985 Adolf Henkell-von Ribbentrop und ihr Vater 1997 die Dirigentin Ljubka Biagioni. Guttenberg hat aus den zweiten Ehen seiner Eltern vier Halbgeschwister. Der Großvater Karl Theodor Freiherr von und zu Guttenberg war ebenfalls CSU-Politiker und von 1967 bis 1969 parlamentarischer Staatssekretär im Bundeskanzleramt.
Guttenberg ist römisch-katholischer Konfession und besitzt neben der deutschen auch die österreichische Staatsbürgerschaft. Er war ab 2000 mit Stephanie zu Guttenberg, geborene Gräfin von Bismarck-Schönhausen, verheiratet. Das Paar hat zwei Töchter (* 2001 und 2002). Die Familie lebte in Deutschland in Guttenberg und im niedersächsischen Hasbergen bei Osnabrück. Sie hatte zudem Wohnsitze im Berliner Westend, Greenwich (Connecticut) und Wellington (Florida). Im September 2023 wurde bekannt, dass das Paar sich im Winter 2022/2023 getrennt hatte. Die gerichtliche Scheidung erfolgte am 28. April 2025.
Ebenfalls am 28. April 2025 machten Guttenberg und Katherina Reiche ihre Paarbeziehung öffentlich.

## Schulbildung und Studium
Nach dem Abitur am Ignaz-Günther-Gymnasium in Rosenheim im Juni 1991 trat Guttenberg seinen Wehrdienst im Gebirgsjägerbataillon 233 in Mittenwald an. Am Ende seiner Dienstzeit wurde er als Unteroffizier der Reserve entlassen und nach einer späteren Wehrübung zum Stabsunteroffizier der Reserve befördert.
Guttenberg studierte von 1992 bis 1999 Rechtswissenschaften an der Universität Bayreuth. 1993 begann er ein Studium der Politikwissenschaft an der Hochschule für Politik München. Das Studium der Rechtswissenschaft schloss er 1999 mit der Ersten Juristischen Staatsprüfung mit der Note „Befriedigend“ (6,8 Punkte) ab. Während des Studiums absolvierte er mehrwöchige Praktika in der Sozietät Peltzer & Riesenkampff in Frankfurt am Main und in der Kanzlei Mayer, Brown and Platt in New York.
Im Anschluss begann Guttenberg eine Dissertation bei Peter Häberle. Er verfasste eine Dissertation mit dem Titel Verfassung und Verfassungsvertrag. Konstitutionelle Entwicklungsstufen in den USA und der EU. Rudolf Streinz war als Zweitgutachter tätig. Die Dissertation wurde 2006 durch die Rechts- und Wirtschaftswissenschaftliche Fakultät der Universität Bayreuth angenommen. Am 27. Februar 2007 bestand Guttenberg die mündliche Promotionsprüfung und erhielt die Gesamtnote summa cum laude. Auf Antrag durfte er ab 7. Mai 2007 den Grad eines Doktors der Rechte vorläufig führen, nach Abgabe der Pflichtexemplare ab dem 28. Januar 2009 unbefristet. Nachdem im Februar 2011 gegen Guttenberg Plagiatsvorwürfe im Zusammenhang mit der Dissertation erhoben worden waren, bat dieser am 21. Februar 2011 die Universität Bayreuth um „Rücknahme des Doktortitels“. Nach einer weiteren eigenen Prüfung erkannte die Universität den Doktorgrad am 23. Februar 2011 ab.
2019 beendete Guttenberg an der University of Southampton ein Ph.D.-Studium der Wirtschaftsgeschichte mit einer 467 Seiten umfassenden Dissertation über die Bedeutung des Korrespondenzbankwesens. Sein Doktorvater ist der Wirtschaftswissenschaftler Richard A. Werner.

## Berufliche Tätigkeiten vor dem Eintritt in die Politik
Guttenberg war ab 1994, zunächst neben seinem Studium, in der Forstverwaltung Guttenberg tätig sowie bis November 2003 Gesellschafter-Geschäftsführer der Guttenberg GmbH in München, die das Familienvermögen verwaltete.
Nach seiner Ernennung zum Bundesminister verwies Guttenberg auf die dort gemachten Erfahrungen. Angesichts geringer Jahresumsätze und weniger Mitarbeiter – die Creditreform nannte für das Jahr 2000 einen Umsatz in Höhe von 25.000 Euro bei drei Mitarbeitern – sprach das Fernsehmagazin Panorama von einer „Übertreibung“. Die GmbH wies als Holding ein Stammkapital von 1 Million Euro und ein Eigenkapital von ca. 75.000 Euro auf. Sie verwaltete Vermögenswerte von über einer Viertelmilliarde Euro, darunter eine Beteiligung an der Rhön-Klinikum AG in Höhe von 26,5 Prozent, die im März 2002 für 260 Mio. Euro an die Bayerischen Hypo- und Vereinsbank verkauft wurde. Von 1996 bis 2002 gehörte Guttenberg dem Aufsichtsrat der Rhön-Klinikum AG an, bis September 2004 war er darüber hinaus Geschäftsführer der KT-Kapitalverwaltung GbR in München.
Guttenberg wurde vorgeworfen, bei den Angaben im eigenen Lebenslauf übertrieben zu haben. So fanden sich die Formulierungen „Freier Journalist bei der Tageszeitung Die Welt“ und „berufliche Stationen in Frankfurt und New York“. Der Axel-Springer-Konzern, der Verlag der Welt, wurde mit der Aussage zitiert, Guttenberg sei Praktikant in der Redaktion gewesen. Bei den „beruflichen Stationen in Frankfurt und New York“ handelte es sich um mehrwöchige Praktika als Student.

## Politische Karriere

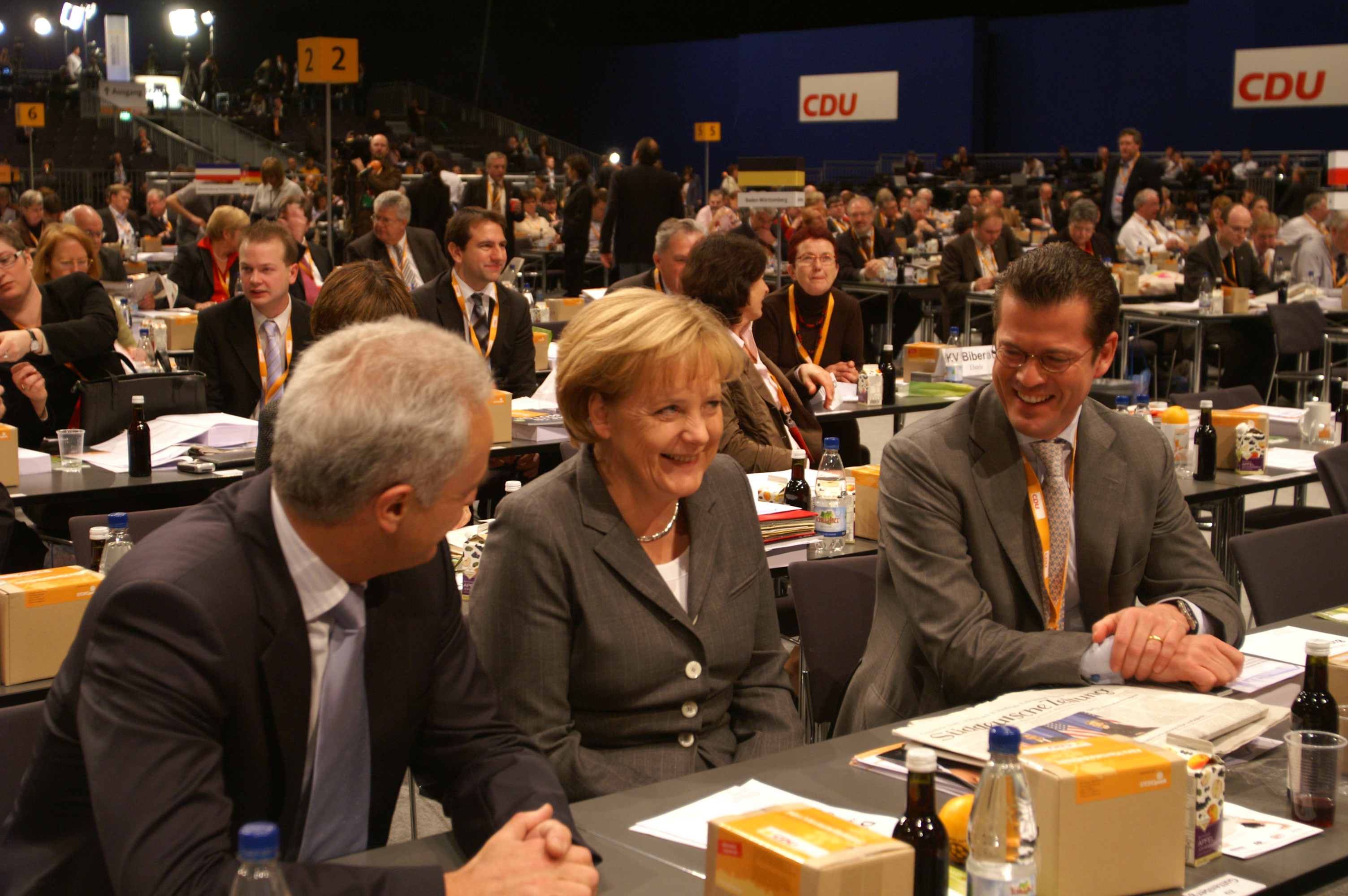
Guttenberg beim CDU-Parteitag in Stuttgart (2008)

Guttenberg ist Mitglied der Christlich-Sozialen Union in Bayern (CSU). Bis Dezember 2008 war er Vorsitzender des CSU-Verbands seines Heimatorts Guttenberg, außerdem gehörte er dem Vorstand des CSU-Kreisverbands Kulmbach an. Am 8. Dezember 2007 wurde Guttenberg in einer Kampfabstimmung als Nachfolger Werner Schnappaufs zum Vorsitzenden des CSU-Bezirksverbandes Oberfranken gewählt. Dieses Amt legte er am 19. März 2011 nieder, Hans-Peter Friedrich wurde im Juli 2011 zu seinem Nachfolger gewählt. Guttenberg saß sowohl im Präsidium als auch im Vorstand seiner Partei und war Leiter des Fachausschusses Außenpolitik im Arbeitskreis Außen- und Sicherheitspolitik.
Darüber hinaus ist Guttenberg seit dem Jahr 2002 Mitglied der Deutschen Gesellschaft für Auswärtige Politik, der Atlantik-Brücke und des Aspen-Instituts. Ab 2005 war er Vizepräsident der Südosteuropa-Gesellschaft und Mitglied der Deutsch-Britischen Parlamentariergruppe im Deutschen Bundestag, deren Vorsitz er von Mitte 2005 bis März 2009 innehatte. Bis 2009 war Guttenberg außerdem Mitglied der Jungen Union. Er war auch Mitglied der Europa-Union Parlamentariergruppe Deutscher Bundestag sowie Mitglied im Kuratorium der Stiftung Denkmal für die ermordeten Juden Europas.
Von 2003 bis 2005 war Guttenberg Mitglied der Parlamentarischen Versammlung des Europarates und der Parlamentarischen Versammlung der WEU.
Gleichzeitig mit seinem Rücktritt als Verteidigungsminister wegen der Plagiatsaffäre um seine Dissertation trat Guttenberg am 1. März 2011 von allen weiteren politischen Ämtern zurück. Im Mai 2011 wurde er vom CSU-Kreisverband Kulmbach zum Delegierten für den Bezirks- und den Landesparteitag gewählt.
Guttenberg sprach sich 2015 gegen eine Rückkehr in die deutsche Politik aus. Vor der Bundestagswahl 2017 nahm Guttenberg an mehreren Wahlkampfveranstaltungen der CSU teil, beispielsweise mit einer Rede auf dem niederbayerischen Gillamoos, schloss jedoch auch danach eine Rückkehr in die Politik wiederholt aus.

### Kreistag Kulmbach (2002–2011)
Guttenberg wurde 2002 in den Kreistag des Landkreises Kulmbach gewählt und 2008 für die bis zum Jahr 2014 laufende Wahlperiode wiedergewählt. Während dieser Wahlperiode, nach seiner Ernennung zum Minister, nahm er das Mandat nur noch vereinzelt wahr, was andere Kreisräte kritisierten. Im April 2011 legte er auch dieses Mandat nieder.

### Deutscher Bundestag (2002–2011)

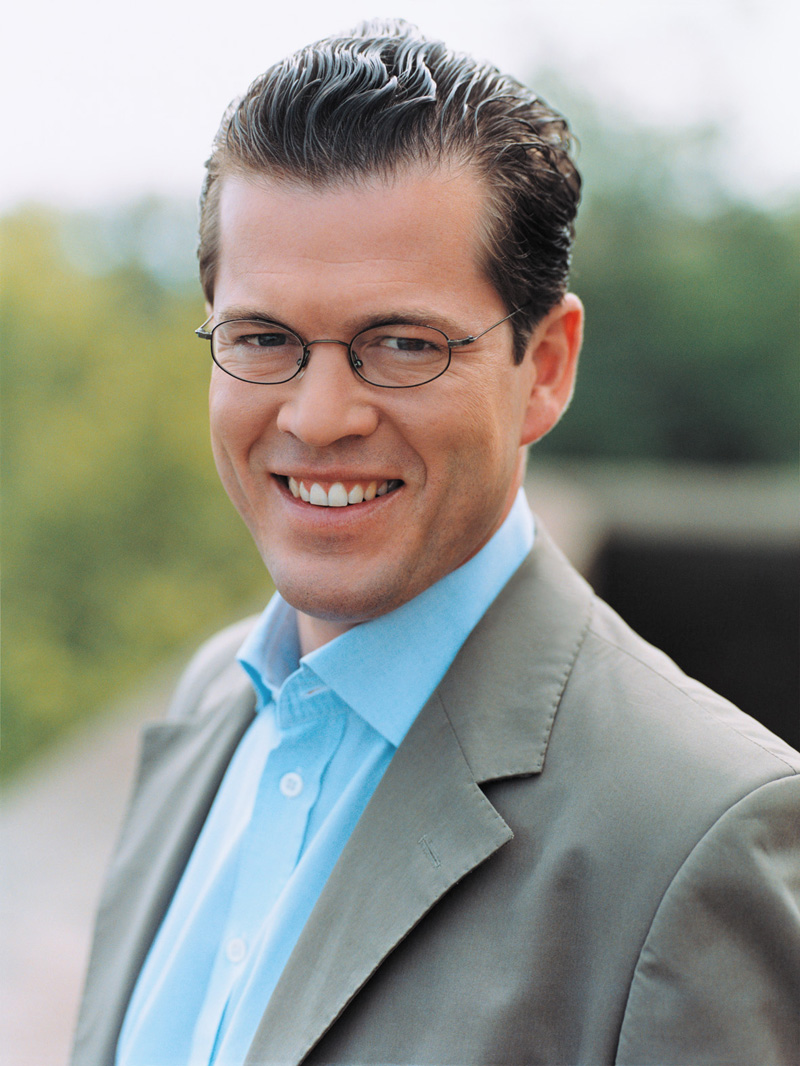
Karl-Theodor zu Guttenberg (2006)

Ab 2002 war Guttenberg direkt gewähltes Mitglied des Deutschen Bundestages, in dem er von 2005 bis November 2008 Obmann der CDU/CSU-Bundestagsfraktion im Auswärtigen Ausschuss und Sprecher der CDU/CSU-Fraktion für Abrüstung, Nichtverbreitung und Rüstungskontrolle war.
Anfang 2004 stellte Guttenberg im Zusammenhang mit der Frage eines EU-Beitritts der Türkei das Konzept der Privilegierten Partnerschaft zur politischen Diskussion. Dieses bestimmt seither die Position von CDU/CSU in der Türkei-Frage.
Guttenberg benannte als Gründe für seine ablehnende Haltung zum EU-Beitritt der Türkei deren unzureichende Umsetzung europäischer Kriterien, z. B. in der Zypernfrage, sowie eine drohende Überforderung der EU. Zugleich betonte er stets die Notwendigkeit guter Beziehungen zur Türkei und kritisierte diesbezüglich ein französisches Gesetzesvorhaben, welches das Leugnen des Völkermords an den Armeniern unter Strafe stellen sollte.
Im Zusammenhang mit den Plänen Irans zur nuklearen und raketentechnischen Aufrüstung warnte Guttenberg wiederholt vor den drohenden Risiken für Deutschland und Europa. Er lehnte jedoch übereilte militärische Maßnahmen gegen Iran ab und forderte stattdessen ein geschlossenes internationales Vorgehen auf politischer Ebene.
Zudem veröffentlichte Guttenberg regelmäßig Stellungnahmen zu unterschiedlichen außenpolitischen Themen.
Guttenberg war immer als direkt gewählter Abgeordneter des Wahlkreises Kulmbach in den Bundestag eingezogen. Bei der Bundestagswahl 2005 hatte er 60 Prozent der Erststimmen erreicht. Am 27. September 2009 wurde er im Bundestagswahlkreis Kulmbach mit dem bundesweit besten Erststimmen-Ergebnis (68,1 Prozent) in den Bundestag gewählt. Im Zusammenhang mit dem Rückzug von seinen politischen Ämtern hat er auch sein Bundestagsmandat niedergelegt.

### Generalsekretär der CSU (2008–2009)
Am 30. Oktober 2008 wurde Guttenberg vom CSU-Parteivorsitzenden Horst Seehofer zum CSU-Generalsekretär ernannt. Seehofer hatte kurz zuvor die Nachfolge von Erwin Huber als Parteivorsitzender und von Günther Beckstein als Bayerischer Ministerpräsident angetreten, die nach dem schlechten Abschneiden der CSU bei den Bayerischen Landtagswahlen im September 2008 ihre Ämter zur Verfügung gestellt hatten.
Während seiner Amtszeit setzte sich Guttenberg für Steuersenkungen und für Maßnahmen zur Entlastung von Familien ein. Er kündigte im November 2008 als Reaktion auf die Landtagswahlergebnisse innerparteiliche Reformen an mit dem Ziel, die Parteibasis stärker in Entscheidungsprozesse einzubinden. Nur einen Monat später setzte Guttenberg im CSU-Bezirksverband Oberfranken jedoch die Nominierung der aus Oberbayern stammenden Monika Hohlmeier zur oberfränkischen CSU-Kandidatin für die Europawahl 2009 durch, was an der dortigen Parteibasis erhebliche Irritationen auslöste. Mit der Übernahme seines Ministeramtes am 9. Februar 2009 schied Guttenberg zugleich aus dem Amt des CSU-Generalsekretärs aus.

### Bundesminister für Wirtschaft und Technologie (2009)
Nach dem Rücktrittsgesuch von Michael Glos als Bundesminister für Wirtschaft und Technologie wurde Guttenberg am 9. Februar 2009 zu dessen Nachfolger im Kabinett Merkel I ernannt und am 12. Februar vor dem Deutschen Bundestag vereidigt. Bei Amtsantritt war er mit 37 Jahren der bisher jüngste Wirtschaftsminister der Bundesrepublik Deutschland. In einem Interview zu seiner Amtseinführung im Februar 2009 charakterisierte er die Märkte als „erwiesenermaßen effizient“ und „Teil unserer Gesellschaft“. Guttenberg warnte vor einer Ausweitung der Rolle des Staates im Zuge der Finanzkrise. Zur Verteilungsgerechtigkeit befragt verwies er auf eine „Schieflage“ innerhalb der Debatte. So erfreue sich das Wort Gerechtigkeit „großer Beliebtheit“, werde von vielen aber nur im Sinne einer „Umverteilungsgerechtigkeit“ verstanden. Guttenberg forderte eine Rückbesinnung auf „Startchancen- und Leistungsgerechtigkeit“. Zu Mindestlöhnen äußerte er sich skeptisch und kündigte für die Zukunft nicht eingetretene Steuersenkungen an.
Guttenberg trat sein Amt als Wirtschaftsminister während der internationalen Finanz- und Wirtschaftskrise an. Für den Automobilhersteller Adam Opel AG, so erklärte er, werde er zusammen mit deren Mutterkonzern General Motors nach Finanzinvestoren suchen. Die Verhandlungen mit General Motors zur Frage der Zukunft des Tochterunternehmens Opel dauerten bis Ende Mai 2009 und endeten ergebnislos. Guttenberg positionierte sich als „ordnungspolitisches Gewissen der Nation“. So favorisierte er im Mai 2009 – entgegen den anderen Ministern und Bundeskanzlerin Merkel – ein Insolvenzverfahren für die Adam Opel AG und drohte laut Zeitungsberichten mit Rücktritt. Beim Krisengipfel zur Rettung von Opel setzten sich Minister mit anderer Meinung durch, die einen Verkauf von Opel an den österreich-kanadischen Investor Magna befürworteten.
Als im November 2009 der Verkauf von Opel an Magna scheiterte, erschien Guttenbergs vorherige Ablehnung vielen Beobachtern als eine richtige Entscheidung.
Auch für das in eine existentielle Krise geratene Unternehmen Quelle/Arcandor lehnte Guttenberg staatliche Bürgschaften ab und bezeichnete eine Insolvenz als die bessere Lösung.
Im Gegensatz dazu forderte der bayerische Ministerpräsident Seehofer eine Rettung des Unternehmens; dies führte zu einer heftigen Kontroverse zwischen den beiden Politikern. Guttenberg betonte wiederholt, dass die Steuerzahler nicht für drastisches Missmanagement von Unternehmen herangezogen werden dürften. Unter anderem für den maroden deutschen Bankkonzern Hypo Real Estate (HRE) bejahte er jedoch staatliche Unterstützungszahlungen. Das Finanzmarktstabilisierungsergänzungsgesetz hingegen lehnte er (erfolglos) ab mit dem Argument, es ermögliche dem Staat im Gegenzug zu den Rettungszahlungen eine Kontrolle über das Unternehmen und schränke den Einfluss des HRE-Managements ein.
Die USA-Reise von Guttenberg zu den Opel-Verhandlungen erzielte erste hohe Medienaufmerksamkeit. In den Medien wurde er mehrheitlich gelobt (siehe auch Abschnitt: Öffentliche Wahrnehmung). In einem Porträt in der Zeitschrift Stern etwa wurde er neben Guido Westerwelle als authentischer, kantiger Klartexter beschrieben. Ulf Poschardt schrieb für Die Welt, Guttenberg bringe mit „Fleiß und Auffassungsgabe“ alle zum Staunen, er sei ein „promovierter Adliger mit einer ebenso adligen, attraktiven Frau“ und habe Profil und Authentizität. Zu den wenigen kritischen Stimmen gehörten der Automobilexperte Ferdinand Dudenhöffer, der Guttenberg im März 2009 unter anderem vorwarf, seine USA-Reise zur Opel-Verhandlung sei reines „Polit-Marketing“ gewesen, da er gar nicht vorgehabt habe, Opel zu erhalten.
Im August 2009 – gegen Ende der großen Koalition von 2005 bis 2009 und während des Wahlkampfs – bemängelte das SPD-geführte Justizministerium den vom Wirtschaftsministerium vorgelegten Gesetzentwurf zur Zwangsverwaltung maroder Banken (auch weil damit dem eigenen Entwurf vorgegriffen wurde).
Guttenberg geriet stark in die Kritik, weil mit der Ausarbeitung des Entwurfs die Wirtschaftskanzlei Linklaters beauftragt worden war, die enge Geschäftsbeziehungen zu internationalen Großbanken unterhält.
Die weitgehende Übernahme des Linklaters-Entwurfs in das Gesetzgebungsverfahren löste eine breite Debatte über das Ausmaß des Lobbyismus in der Gesetzgebung aus.

### Bundesminister der Verteidigung (2009–2011)

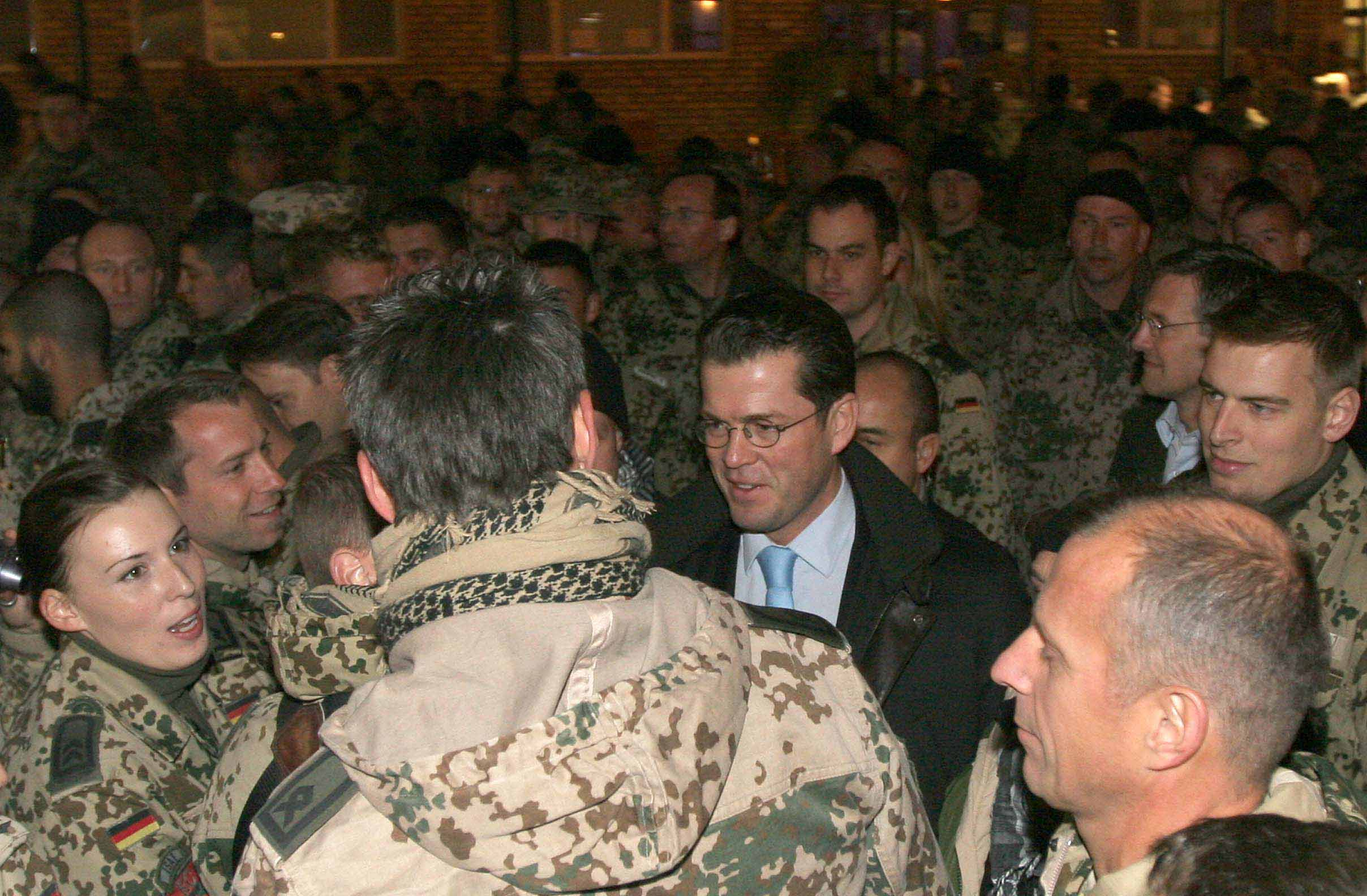
Karl-Theodor zu Guttenberg bei einem Truppenbesuch in Camp Marmal bei Masar-e Scharif (Dezember 2009)

Am 28. Oktober 2009 wurde Guttenberg zum Bundesverteidigungsminister ernannt. Er war der jüngste Verteidigungsminister in der Geschichte der Bundesrepublik Deutschland.

#### Afghanistan
Bereits als Abgeordneter hatte sich Guttenberg 2007 zusammen mit Hans-Ulrich Klose für eine Ausweitung des ISAF-Mandats und den Einsatz von deutschen Soldaten im Süden Afghanistans ausgesprochen.
Mit dem Amt übernahm er auch die Aufgabe, die Vorgänge um den Luftangriff bei Kundus vom 3. und 4. September 2009 aufzuklären, der zur Amtszeit seines Vorgängers Franz Josef Jung erfolgt war. Guttenberg nahm die Bundeswehr zunächst, wie zuvor Jung, gegen Vorwürfe in Schutz, der Angriff sei ungerechtfertigt gewesen, räumte im Gegensatz zu seinem Vorgänger jedoch zugleich den Tod von Zivilisten ein. Dennoch bezeichnete er den Einsatz am 6. November 2009 als „militärisch angemessen“. Am 3. Dezember 2009 revidierte Guttenberg jedoch seine Aussage, nachdem er zuvor Generalinspekteur Wolfgang Schneiderhan und Staatssekretär Peter Wichert aufgrund zurückgehaltener Informationen entlassen hatte.
Aufgrund von Vorwürfen der Oppositionsparteien über den bisherigen Informationsfluss zum Vorfall bei Kunduz wurde ein Untersuchungsausschuss gebildet. Guttenberg erklärte, dass er sich vor seiner ersten Stellungnahme zum Luftschlag bei Kundus telefonisch mit Wolfgang Schneiderhan auf einen konkreten Wortlaut verständigt habe. In dieser Stellungnahme hatte Guttenberg das Bombardement nicht nur als militärisch angemessen, sondern als unvermeidlich bezeichnet. Schneiderhan dagegen sagte aus, er habe Guttenberg keineswegs empfohlen, den Luftschlag als unvermeidlich darzustellen. Widersprüchlich waren auch Darstellungen eines Gesprächs, das zur Entlassung Wicherts und Schneiderhans geführt hatte. In seinem Abschlussbericht billigte der Untersuchungsausschuss das Vorgehen Guttenbergs. Die Oppositionsparteien legten Minderheitsvoten vor.
Im März 2010 brach Guttenberg ein Tabu beim Thema Afghanistaneinsatz: Er räumte ein, man könne „umgangssprachlich von Krieg“ in Afghanistan reden. Er löste damit eine Diskussion aus. Zugleich sorgte diese völkerrechtliche Einordnung des Einsatzes als nicht internationaler bewaffneter Konflikt für mehr Rechtssicherheit für die eingesetzten Soldaten.
Während seiner Amtszeit veranlasste Guttenberg zur Verbesserung der Sicherheitslage in Afghanistan eine Aufstockung der deutschen Truppen und die Verlegung von schweren Waffen in das Kriegsgebiet. Daneben forcierte er Verbesserungen bei der Ausbildung der eingesetzten Bundeswehrsoldaten.
Im Verlauf seiner Amtszeit reiste Guttenberg insgesamt neunmal nach Afghanistan und besuchte die dort stationierten Einheiten der Bundeswehr. Dabei traf er auch mehrfach Soldaten unmittelbar an der Front.

#### Sicherheitspolitik

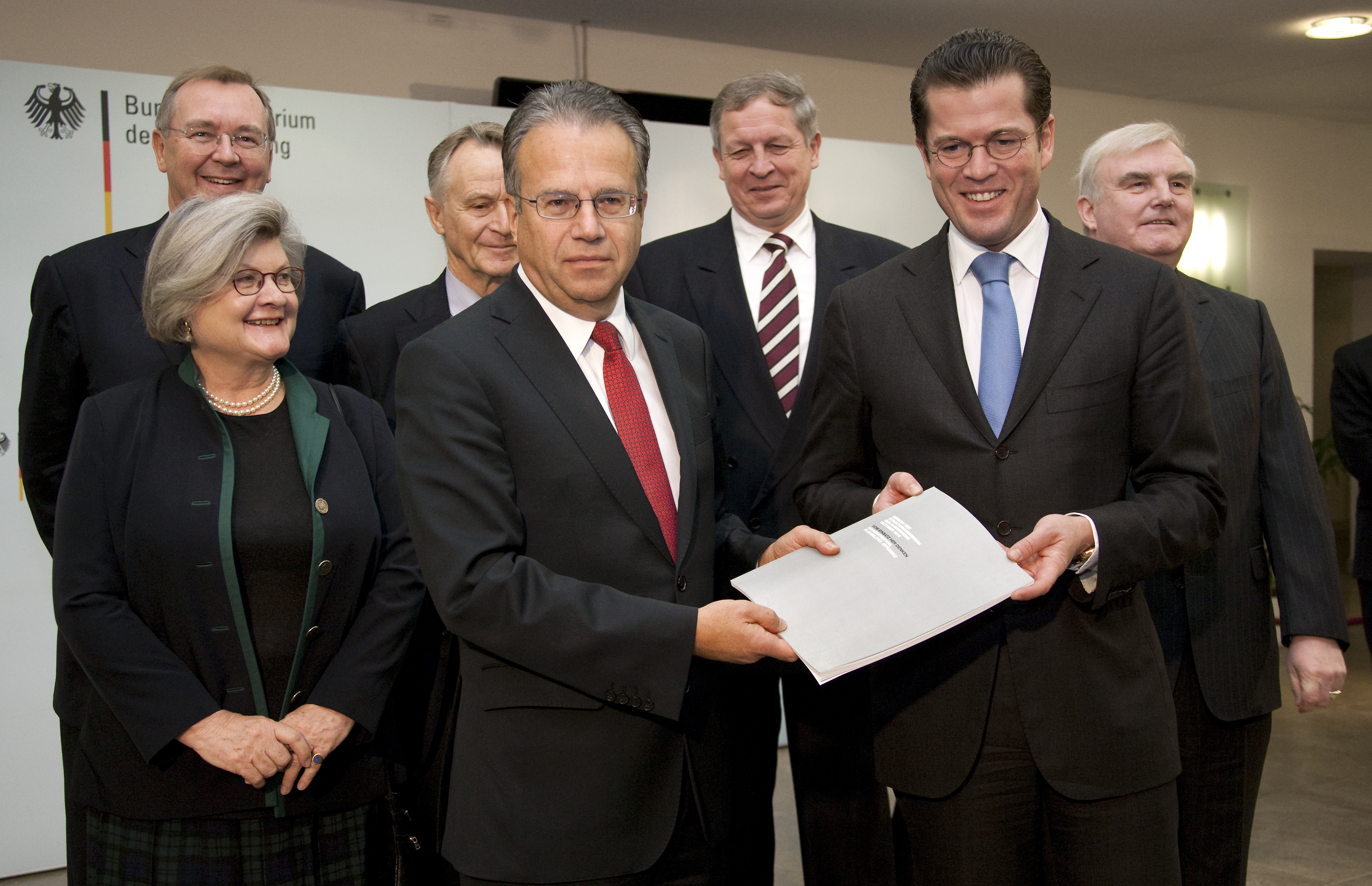
Frank-Jürgen Weise überreicht den Bericht der Strukturkommission (2010)

Im Rahmen der Berliner Sicherheitskonferenz im November 2010 forderte Guttenberg, ähnlich wie der vormalige Bundespräsident Horst Köhler, die wirtschaftlichen Interessen Deutschlands auch militärisch abzusichern. Demnach müsse der „Zusammenhang von regionaler Sicherheit und deutschen Wirtschaftsinteressen offen und ohne Verklemmung angesprochen werden“. SPD und Grüne reagierten mit scharfer Kritik: „Das Grundgesetz erlaubt keine Wirtschaftskriege.“ Bei einer Gastrede auf dem CDU-Parteitag am 15. November 2010 bekräftigte Guttenberg seine Aussage; er verwahrte sich gegen Unterstellungen der Opposition, er plane das Führen von Wirtschaftskriegen.

#### Bundeswehrreform
Anfang 2010 gab Guttenberg eine Defizitanalyse zur Erkennung von Stärken und Schwächen der aktuellen Bundeswehrsituation in Auftrag. Am 12. April setzte er die Bundeswehr-Strukturkommission ein, deren Vorsitz durch den Chef der Bundesagentur für Arbeit, Frank-Jürgen Weise, übernommen wurde. Deren Empfehlungen sollten eine umfassende Umstrukturierung der Bundeswehr vorbereiten, mit dem Ziel, die Verteidigungsressourcen Deutschlands den aktuellen und künftigen sicherheitspolitischen Herausforderungen anzupassen.
Am 23. August 2010 stellte Guttenberg der Regierungskoalition fünf verschiedene Modelle zur künftigen Struktur der Streitkräfte vor. Alle Modelle gaben eine Truppenstärke von 150.000 bis 180.000 Zeit- und Berufssoldaten vor. Einige Modelle empfahlen dabei eine Aussetzung der Wehrpflicht, während andere von 25.000 Grundwehrdienstleistenden und 25.000 freiwilligen zusätzlichen Wehrdienstleistenden ausgingen. Hinzu kamen Varianten mit 30.000 Grundwehrdienstleistenden oder generell freiwillig Wehrdienenden.
Am 1. September 2010 unterrichtete Guttenberg die Verteidigungsausschüsse von Bundestag und Bundesrat über den aktuellen Sachstand der Ergebnisse der Strukturkommission. Der Zwischenbericht des Generalinspekteurs ergab, dass die Bundeswehr kleiner werden soll. 163.500 Soldaten, bestehend aus 156.000 Berufs- und Zeitsoldaten plus mindestens 7.500 bis 23 Monate freiwillig Wehrdienende wurde als „absoluter Mindestumfang“ bezeichnet. Weiterhin wurde die Aussetzung der Wehrpflicht empfohlen. Im Grundgesetz soll die Wehrpflicht allerdings weiterhin bestehen bleiben.
Am 26. Oktober 2010 wurde der Abschlussbericht der Strukturkommission an Guttenberg übergeben. Die Ergebnisse sahen eine Aussetzung der Musterung und Einberufung vor, da eine Verpflichtung zum Grundwehrdienst als sicherheitspolitisch nicht mehr erforderlich erachtet wurde. Die 7000 Soldaten, die seinerzeit an aktiven Einsätzen teilnahmen, sollten auf 18.000 mehr als verdoppelt werden. Die Bundeswehr sollte auf rund 180.000 Soldaten und etwa 50.000 Dienstposten für zivile Beschäftigte reduziert werden. Außerdem wurde empfohlen, das Verteidigungsministerium von Bonn komplett nach Berlin zu verlegen und die Anzahl der Dienstposten zu halbieren.

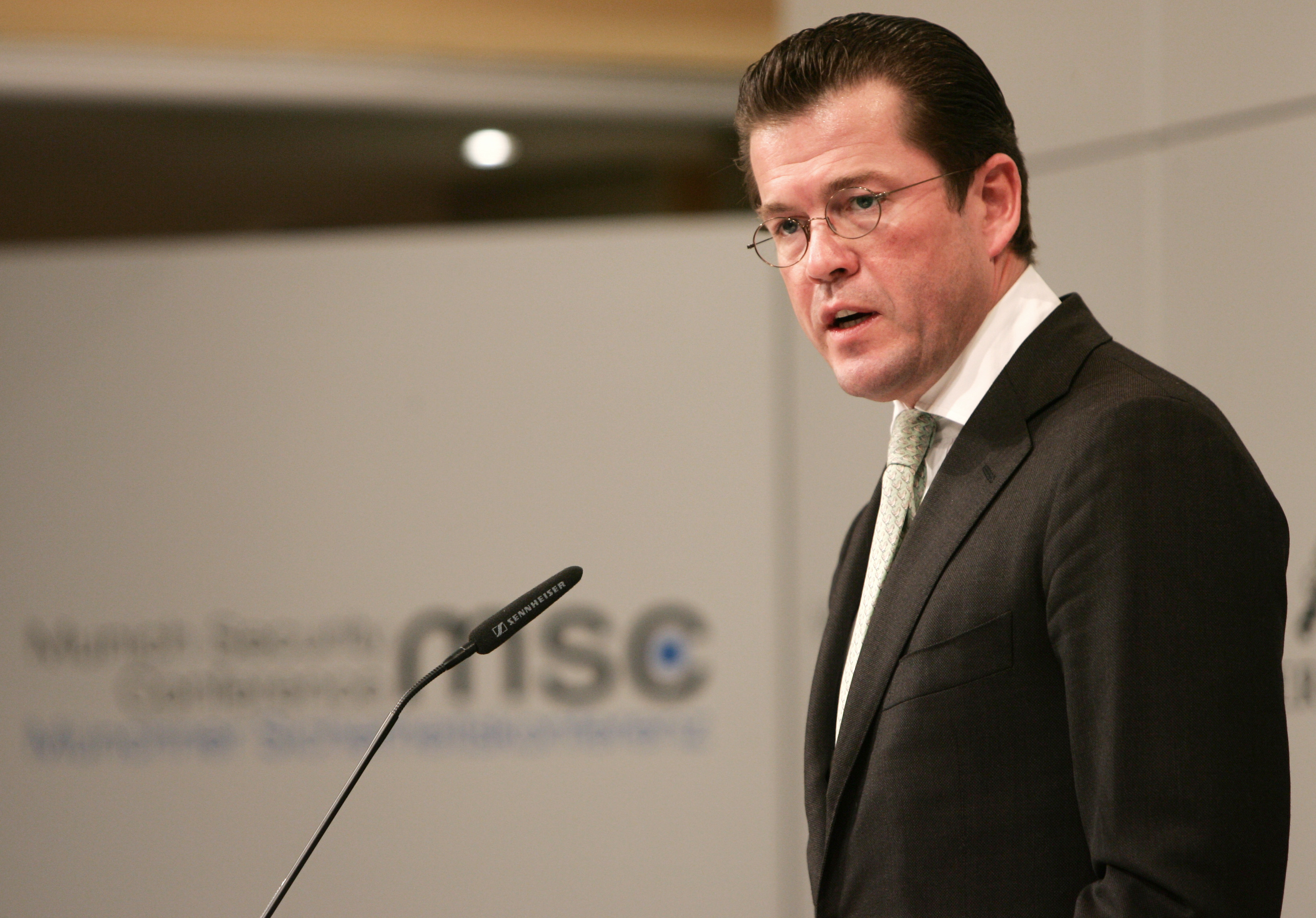
Karl-Theodor zu Guttenberg bei der Münchner Sicherheitskonferenz (Februar 2011)

Ein auf Guttenbergs Initiative gestellter Antrag des CSU-Vorstandes, die Wehrpflicht auszusetzen, wurde auf dem CSU-Parteitag am 29. Oktober 2010 mehrheitlich angenommen. Auch der CDU-Parteitag stimmte dem am 15. November 2010 mehrheitlich zu, nachdem Guttenberg zuvor in einer Rede bei den Delegierten für seine Bundeswehrreform geworben hatte.
Die konkreten Planungen des Ministeriums zur Bundeswehrreform wurden teilweise als unzureichend kritisiert. Guttenbergs Nachfolger Thomas de Maizière sprach von „unhaltbaren Zuständen“ im Ministerium und kritisierte „überkommene Strukturen und unzulängliche Planungsarbeiten“. Dies wurde von einigen Medien als Kritik an Guttenberg interpretiert, was de Maizière jedoch dementierte. De Maizière hatte vielmehr erneut die fortdauernden Strukturmängel benannt, die der Anlass für die von Guttenberg angestoßene Reform waren. Die weiteren Planungen zu Struktur und Umfang der Streitkräfte orientierten sich eng an Guttenbergs Vorgaben. In einem Interview bestätigte de Maizière, auf vielen Vorarbeiten Guttenbergs aufgebaut zu haben. Der ehemalige Verteidigungsminister Volker Rühe (CDU) sprach 2019 in einem Interview von der „Zerstörung der Bundeswehr“ durch zu Guttenberg. Guttenberg habe „freiwillig acht Milliarden eingespart. Und kopflos die Wehrpflicht abgeschafft ohne ein Konzept, wie man auf dem freien Arbeitsmarkt die Leute bekommt.“ Guttenberg selbst äußerte sich nach der Zeitenwende 2022 selbstkritisch und erklärte im Frühjahr 2025, in der jetzigen geopolitischen Lage würde er die Wehrpflicht wieder einführen.

#### Gent-Initiative
Am 23. und 24. September 2010 trafen sich die EU-Verteidigungsminister im belgischen Gent, um über einen Ausbau der militärischen Zusammenarbeit angesichts sinkender Verteidigungsetats zu beraten.
Im Rahmen dieses Treffens präsentierte Guttenberg seinen Kollegen ein 3-Stufen-Modell zur Intensivierung der Kooperation bei Rüstung und Verteidigungsaufgaben innerhalb der Europäischen Union. Dieses differenziert bei militärischen Kapazitäten zwischen Fähigkeiten, die jeweils national vorhanden sein müssen, Fähigkeiten, bei denen eine europäische Zusammenarbeit Einsparungen ermöglicht, sowie Fähigkeiten, über die lediglich einige Mitgliedsländer verfügen müssen, um sie im Bedarfsfall mit den Partnern teilen zu können. Das Modell wurde Grundlage der deutsch-schwedischen Initiative Pooling and sharing für EU-Rüstungsprojekte und -Verteidigungsplanungen.
Die Gent-Initiative fand innerhalb der EU breiten Zuspruch und bestimmt seither die Planungsvorgaben.

### Plagiatsaffäre
Gegenstand der seit 2011 öffentlich diskutierten Plagiatsaffäre war der Vorwurf zahlreicher Plagiate in der von Guttenberg bei der Universität Bayreuth eingereichten Dissertation mit dem Titel Verfassung und Verfassungsvertrag. Auf der Grundlage dieser Arbeit war ihm 2007 der akademische Doktorgrad verliehen worden.
Ab dem 16. Februar 2011 wurden erste Vorwürfe öffentlich, Guttenberg habe mehrere Passagen in seiner Dissertation nahezu wörtlich, ohne Kennzeichnung als Zitate und ohne Angabe von Quellen, aus anderen Publikationen übernommen. Dieser wies die Vorwürfe zunächst als „abstrus“ zurück: Die Dissertation sei seine „eigene Leistung“. Zahlreiche weitere Fundstellen von Plagiaten in der Dissertation, zumeist identifiziert durch das GuttenPlag Wiki, führten dazu, dass er erklärte, auf die Führung des Doktorgrades zunächst „vorübergehend“, zwei Tage später dann dauerhaft zu verzichten. Er gestand schwere Fehler in der Arbeit ein, wies aber den Vorwurf vorsätzlicher Täuschung von sich. Die Rechts- und Wirtschaftswissenschaftliche Fakultät der Universität Bayreuth erkannte Guttenberg schließlich am 23. Februar 2011 den Doktorgrad ab. Einen Rücktritt als Verteidigungsminister schloss Guttenberg damals noch vehement aus. Gestützt wurde er dabei sowohl von Bundeskanzlerin Angela Merkel als auch vom CSU-Parteivorsitzenden Horst Seehofer sowie vom überwiegenden Teil der Regierungskoalition.
In den folgenden Tagen hielt die heftige Kritik in weiten Teilen der Öffentlichkeit an, zudem fand der Protest in der Wissenschaft gegen Verharmlosungen des Plagiatvorwurfs in der Presse erhebliche Resonanz. Mehrere Rechtswissenschaftler schätzten es als unmöglich ein, unabsichtlich erhebliche Teile und längere Passagen einer Dissertation aus fremden Texten übernehmen zu können. Auch einige prominente Politiker der CDU/CSU, unter ihnen der Bundestagspräsident Norbert Lammert, übten Kritik an Guttenberg. Am 1. März 2011 erklärte er schließlich seinen Rücktritt von allen politischen Ämtern. Am 3. März 2011 wurde er daraufhin als Verteidigungsminister entlassen. Sein Mandat als Abgeordneter des Bundestags gab er ebenfalls auf.
Eine von der Universität Bayreuth eingesetzte Untersuchungskommission kam nach dreimonatiger Prüfung zu dem Schluss, dass Guttenberg „die Standards guter wissenschaftlicher Praxis evident grob verletzt und hierbei vorsätzlich getäuscht“ habe. Er habe Plagiate über die ganze Arbeit verteilt eingebaut, die Originaltexte umformuliert, den Satzbau umgestellt, Synonyme verwendet und Einzelheiten ausgelassen. Dies setze ein bewusstes Vorgehen voraus, mit dem er sich die Autorschaft angemaßt habe.
Auf den Plagiatsvorwürfen basierende Strafanzeigen führten zu einem Ermittlungsverfahren der Staatsanwaltschaft in Hof. Gegenstand waren vor allem mögliche Verstöße gegen das Urheberrecht. Am 23. November 2011 gab die Staatsanwaltschaft Hof bekannt, dass bei 23 Textpassagen strafrechtlich relevante Urheberrechtsverletzungen festgestellt wurden und dass sie nach § 153a StPO das Ermittlungsverfahren gegen Zahlung einer Auflage von 20.000 Euro an eine gemeinnützige Organisation eingestellt hat. Sie teilte unter anderem mit: „Vorliegend ist der wirtschaftliche Schaden der verletzten Urheber … nur marginal. Auch hat der nicht vorbestrafte Beschuldigte selbst keine wirtschaftlichen Vorteile aus seiner Doktorarbeit gezogen. Deshalb sind Gericht und Staatsanwaltschaft zu dem Ergebnis gelangt, dass eine Zahlungsauflage von 20.000 € an eine gemeinnützige Organisation das öffentliche Interesse an der Strafverfolgung beseitigt.“
Im Juli 2011 wurde bekannt, dass Guttenberg für ein „politisches Sabbatical“ mit seiner Familie nach Greenwich (Connecticut) in die USA ziehen werde.

### Interview und Buchveröffentlichung
Am 24. November 2011 veröffentlichte die Wochenzeitung Die Zeit das erste Interview mit Guttenberg nach seinem Rücktritt. Hierbei handelte es sich um einen auszugsweisen Vorabdruck des Buches Vorerst gescheitert: Karl-Theodor zu Guttenberg im Gespräch mit Giovanni di Lorenzo (Chefredakteur der Wochenzeitung Die Zeit), der Wiedergabe eines langen Interviews, das di Lorenzo mit Guttenberg Mitte Oktober 2011 in einem Londoner Hotel geführt hatte.
Das Buch erschien am 29. November 2011 im Verlag Herder mit einer Startauflage von 80.000 Exemplaren.
Einen Tag vor Veröffentlichung des Interviews hatte die Staatsanwaltschaft Hof ihre Verfahrenseinstellung bekannt gegeben. In den Medien wurde berichtet, Guttenberg habe diesen Zeitpunkt durch die Zahlung der Geldauflage bewusst gewählt.
Diese Aktivitäten wurden von vielen Medien als Teil eines Comeback-Versuchs gedeutet. Mehrere Tageszeitungen und das heute-journal (ZDF) kritisierten die mangelnde Reumütigkeit zu Guttenbergs und seine neue selbstinszenierte Präsenz. Guttenberg negierte in dem ZEIT-Interview, dass die CSU noch Volkspartei-Status habe. Einige Konservative äußerten dafür Unverständnis; Horst Seehofer (Bayerischer Ministerpräsident und CSU-Vorsitzender) erklärte: „Es ist kein guter Stil, wenn alles und jeder herabgesetzt wird, um selbst erhöht zu werden.“
Des Weiteren hielt Guttenberg der Universität Bayreuth Parteilichkeit vor und führte aus, er sei nicht bereit, sich „von einer Kommission, die noch nicht einmal mehrheitlich mit Juristen besetzt gewesen ist, eine rechtlich relevante vorsätzliche Täuschung vorwerfen zu lassen“, und unterstellte der Universität außerdem finanzielle Motive hinter ihrem Vorwurf, er habe bewusst getäuscht. Der bayerische Wissenschaftsminister Wolfgang Heubisch wies diese Vorwürfe zurück und attestierte der Universität, „sorgfältig und unabhängig geprüft“ zu haben. Der Bayreuther Juraprofessor Oliver Lepsius erklärte zu Guttenbergs Standpunkt: „Das ist juristisch gesehen absurd. Einer Strafe entgeht er nur deshalb, weil das Urheberrecht sich an Vermögensschäden orientiert. Sich nun darauf auszuruhen, finde ich unbillig. Wir wissen doch: Nicht alles, was unanständig ist, ist strafbar.“ Die Universität Bayreuth wies mit einer Stellungnahme die Vorwürfe zurück, verwies auf die – auch juristische – Sachkunde der Mitglieder der Prüfungskommission und der hinzugezogenen externen Berater, die korrekte rechtliche Zuständigkeit des Gremiums und darauf, dass zu Guttenberg der Veröffentlichung des Prüfungsberichtes zugestimmt habe.

### Center for Strategic and International Studies (seit 2011)
Am 29. September 2011 wurde bekannt, dass Guttenberg am Center for Strategic and International Studies (CSIS), einem Thinktank in Washington, D.C., eine nicht näher definierte unbezahlte Tätigkeit als “Distinguished Statesman” (deutsch: „angesehener Staatsmann“) „an der Spitze eines neuen transatlantischen Dialogforums“ aufnehmen werde.
Im November 2011 nahm Guttenberg am Halifax International Security Forum teil. Im Rahmen einer Debatte zur Finanzkrise äußerte er sich pessimistisch zu den Entwicklungen in Europa und sprach in diesem Zusammenhang von einer „Krise der politischen Führung“ innerhalb der EU.
Nachdem eine geplante Fusion von EADS und BAE Systems im Oktober 2012 am Widerstand aus Deutschland gescheitert war, übte Guttenberg deutliche Kritik am Vorgehen der Bundesregierung. In einem Kommentar für die Financial Times verwies er auf die politischen und ökonomischen Vorteile, die ein Zusammenschluss der Unternehmen ermöglicht hätte. Das Scheitern der Fusion bezeichnete Guttenberg als eine „verpasste historische Chance“.
Er wiederholte diese Kritik wenige Tage später öffentlich im Rahmen einer Konferenz des CSIS. Guttenberg sprach hier zur Zukunft der transatlantischen Beziehungen und beklagte eine schleichende Entfremdung zwischen den westlichen Partnern, die beidseits des Atlantiks von einem unzureichenden Problembewusstsein begleitet werde: während die USA den Klimawandel verdrängten, werde auf europäischer Seite die demographische Zeitbombe des Kontinents ignoriert. Weder auf diese noch auf andere drängende Probleme hätten die USA oder die EU aktuell tragfähige Antworten vorzuweisen. Im Zusammenhang mit dem Militäreinsatz in Afghanistan betonte Guttenberg, dass der Krieg nicht zu gewinnen sei und die NATO ihrerseits die Sicherheitslage dort durch Nennung konkreter Abzugsdaten eher verschlechtern würde. Vorangegangenen Spekulationen über eine zeitnahe Rückkehr in die deutsche Politik erteilte Guttenberg im Verlauf der Konferenz eine klare Absage.

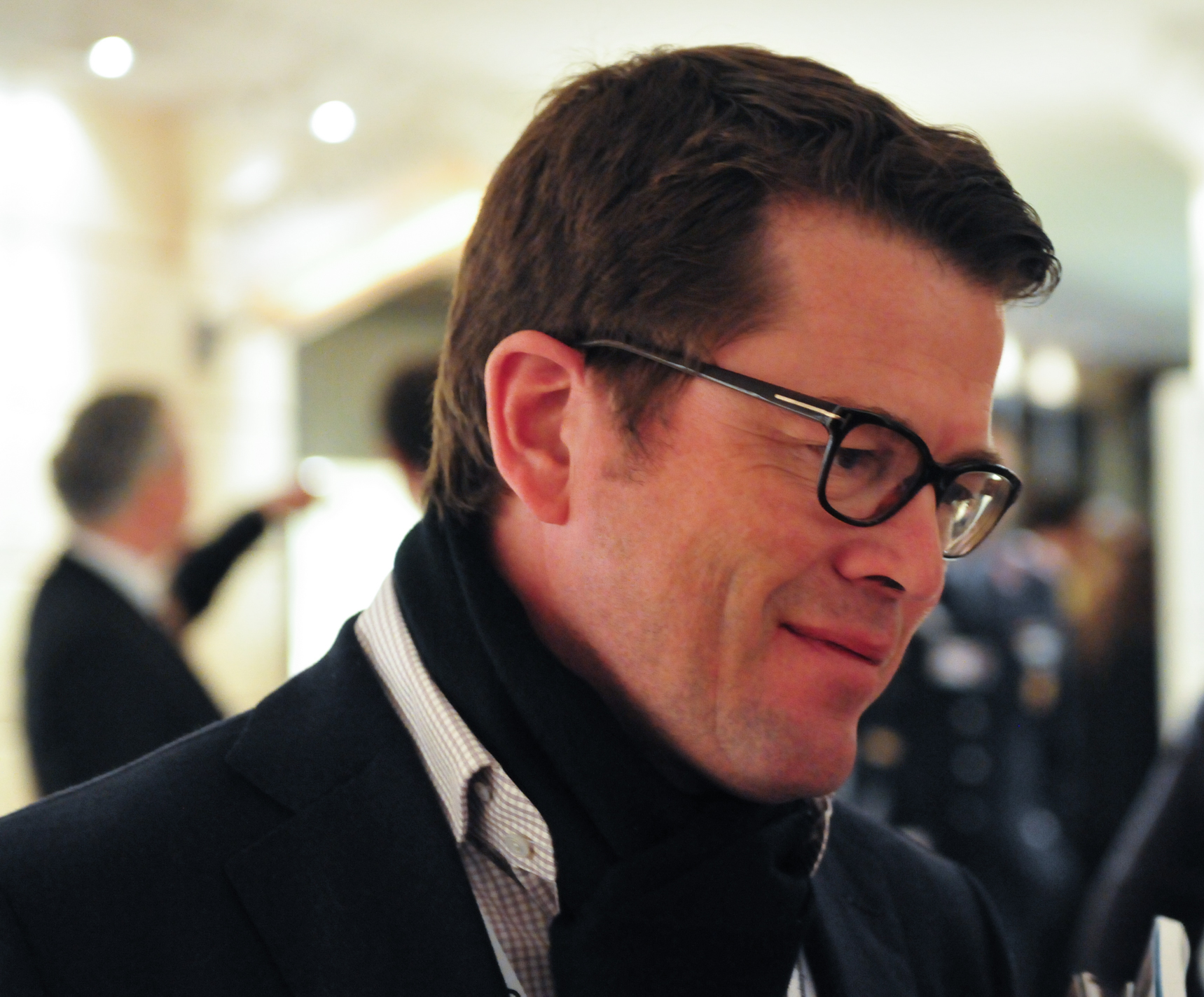
Guttenberg auf der 51. Münchner Sicherheitskonferenz 2015

Vor dem Hintergrund einer möglichen militärischen Eskalation des internationalen Streits um das iranische Atomprogramm regte Guttenberg Anfang April 2013 in einem Gastbeitrag für das Wall Street Journal eine öffentliche Debatte in Deutschland zu den Folgen eines israelischen Militärschlags gegen den Iran an. Guttenberg verwies auf Bundeskanzlerin Merkels Erklärung zur Sicherheit Israels als „Teil der deutschen Staatsräson“ und forderte von der Bundesregierung ein „kraftvolles Signal der Solidarität“ gegenüber Israel, bestehend aus ziviler und militärischer Unterstützung. Er warnte angesichts demografischer Verschiebungen und kontraproduktiver Siedlungsvorschläge Israels vor einer schwindenden Unterstützung in der deutschen Bevölkerung.
Nachdem die Bundesregierung im August 2013 die Beteiligung Deutschlands an einem möglichen Militärschlag gegen Syrien ausgeschlossen hatte, bezeichnete Guttenberg dies in einem Gastbeitrag für die New York Times als Ausdruck einer „Kultur des Widerwillens“ in der deutschen Außenpolitik. Er nannte die bevorstehende Bundestagswahl als eigentlichen Grund für die Ablehnung und zog Parallelen zur Enthaltung Deutschlands bei der Libyen-Abstimmung im UNO-Sicherheitsrat im Vorfeld der Landtagswahl in Baden-Württemberg 2011. Guttenberg kritisierte die Haltung deutscher Politiker, außenpolitische Schwäche durch wirtschaftliche Stärke kompensieren zu wollen, und forderte ein Ende der Scheckbuchdiplomatie, damit Deutschland seiner internationalen Verantwortung gerecht werden könne.

### EU-Kommissionsberater (2011–2014)
Seit Dezember 2011 war Guttenberg im Rahmen der „No disconnect“-Strategie der EU-Kommission als Berater tätig. Er übernahm die außenpolitische Koordination der Initiative mit beteiligten EU- und Drittländern sowie Nichtregierungsorganisationen. Dies wurde von Netzaktivisten kritisiert, da Guttenberg zuvor für Internetsperren und die Vorratsdatenspeicherung eingetreten war. Die Menschenrechtsorganisation Human Rights Watch äußerte sich grundsätzlich positiv zu der Initiative der Vizepräsidentin der Europäischen Kommission Neelie Kroes, war jedoch über die Personalauswahl „erstaunt“. Guttenberg war bis 2014 als Berater der EU-Kommission tätig.

## Unternehmerische Tätigkeiten
Guttenberg gründete 2013 Spitzberg Partners, ein Investment- und Beratungsunternehmen in New York, in dem er in einer Allianz namens Atlantic Advisory Partners für das zwischen Europa und Kanada geplante Handelsabkommen CETA Lobbyarbeit leistet. Seit 2013 gehört er auch dem International Advisory Board der Barrick Gold Corporation an.
Zudem ist er seit Juli 2014 Berater bei Ripple Labs. Seit dem Jahr 2000 engagierte er sich im Rotary-Club Kulmbach.
Seit 2015 berät er die Deutsche Lufthansa bei Innovationsfragen.
Im Oktober 2015 berief der CSU-Vorsitzende Horst Seehofer Guttenberg in sein Kompetenzteam für den Wahlkampf.
Bei der Agentur Edelman war er zunächst Gründungsmitglied des 2018 etablierten Global Advisory Boards und wurde später in das Board of Directors berufen. Zudem ist er Mitglied im Board des Institute for Strategic Dialogue (ISD).

### Tätigkeit als Lobbyist

#### Augustus Intelligence (2019–2020)
Im März 2019 wurde Guttenberg Aktionär bei der in New York ansässigen Technologiefirma Augustus Intelligence; zwei Monate später war er im Vorstand des Unternehmens und leitete die Vorstandsabteilung für General Affairs. Im Februar 2020 entließ er in seinem New Yorker Büro zwei leitende Augustus-Angestellte, die anschließend vor einem New Yorker Gericht gegen das Unternehmen klagten und ihm dubiose Geschäftspraktiken und Verschleierungsaktivitäten vorwarfen. Das von dem Deutschen Wolfgang Haupt geführte KI-Unternehmen, das die Nähe zu deutschen Politikern wie dem ehemaligen Chef des Bundesamtes für Verfassungsschutz Hans-Georg Maaßen und dem CDU-Politiker Philipp Amthor suchte und in diesem Zusammenhang im Frühsommer 2020 in Deutschland bekannt wurde, hat seinen Sitz im One World Trade Center auf derselben Etage wie Guttenbergs eigene Beratungs- und Investmentfirma Spitzberg Partners. Im Juli 2020 verließ Guttenberg den Verwaltungsrat des Unternehmens. Im April 2021 stellte Augustus in den USA einen Insolvenzantrag gemäß Chapter 11.

#### Wirecard (2016–2020)
Am 15. Juli 2020 wurde bekannt, dass Spitzberg Partners 2019 den Zahlungsdienstleister Wirecard, der 2020 Insolvenz angemeldet hat, beim Eintritt in das China-Geschäft unterstützt hat. Zugleich leistete Guttenbergs Firma bei der Bundesregierung Lobbyarbeit für Wirecard. Unter anderem lieferte er eine direkte Argumentationshilfe für Angela Merkel und übte auf die deutsche Botschaft in Peking Druck aus. Im Juni 2020 beendete Guttenberg seine 2016 begonnene Tätigkeit bei Wirecard. Im April 2021 sagte Angela Merkel im Bundestags-Untersuchungsausschuss zur Wirecard-Affäre aus, sie habe wegen der rein an Partikularinteressen eines einzelnen Unternehmens orientierten Kommunikation Guttenbergs den Kontakt zu ihm abgebrochen.

## Publizistische Tätigkeiten

### Fernsehmoderator
Guttenberg wurde 2022 von RTL Television unter Vertrag genommen. Als Moderator und Interviewer sollte er in zwei 90-minütigen Dokutainment-Sendungen tätig sein.
Die Dokumentation über Wladimir Putin „KT Guttenberg – Auf den Spuren der Macht: Der Fall Putin“ wurde im November 2022 auf RTL+ und am 12. Dezember 2022 auf n-tv ausgestrahlt. Eine zweite Sendung „KT Guttenberg – Um Gottes Willen. Die Macht der Kirche in Deutschland“ wurde im Januar 2024 ausgestrahlt.
Im Dezember 2022 moderierte er gemeinsam mit Thomas Gottschalk den Jahresrückblick „Menschen, Bilder, Emotionen“.

### Podcaster
Zusammen mit Gregor Gysi betreibt Guttenberg seit Juni 2023 einen wöchentlich erscheinenden Podcast mit dem Namen „Gysi gegen Guttenberg – Der Deutschland Podcast“. Zusätzlich gab es 2023 und 2024 insgesamt fünf Live-Auftritte.

### Autor
Nach Guttenbergs erster Buchveröffentlichung „Vorerst gescheitert: Karl-Theodor zu Guttenberg im Gespräch mit Giovanni di Lorenzo“ erschien 2023 das Buch „3 Sekunden – Notizen aus der Gegenwart“ mit Gedanken zu Alltagsbeobachtungen. Sie basieren auf Beiträgen, die Guttenberg zuvor auf seinem LinkedIn-Account veröffentlichte, der im November 2024 der am drittschnellsten wachsende auf der Plattform war, und die seit Ende 2023 teilweise auch als Kolumne im Focus erscheinen. Im September 2024 erschien mit „Gysi gegen Guttenberg: Gespräche über die Zeit, in der wir leben“ ein Buch zu ihrem gemeinsamen Podcast.

## Öffentliche Wahrnehmung
Laut einer wissenschaftlichen Untersuchung der medialen Darstellung Guttenbergs in den wichtigsten deutschen Printmedien wurde über den Minister von November 2008 bis April 2010 auffallend häufig und wohlwollend berichtet. Demnach fand sich in jeder zweiten Ausgabe des Spiegels und der Süddeutschen Zeitung ein Artikel über den Minister, weitere in 40 Prozent der Focus- und Zeit-Ausgaben und in einem Drittel der Ausgaben der F.A.Z. Insbesondere die Bild-Zeitung und das Nachrichtenmagazin Focus bewerteten Guttenberg überwiegend positiv, letzteres in neun von zehn Artikeln.
Guttenberg stieg innerhalb kurzer Zeit zu einem der populärsten Politiker in Deutschland auf. In einer Umfrage der Zeitschrift Stern aus dem Juni 2009 erreichte Guttenberg bei den beliebtesten Politikern den 3. Platz. 61 Prozent der Befragten gaben an, mit seiner Arbeit zufrieden zu sein. Laut Stern war dies bis dahin der beste Wert, der je für einen Wirtschaftsminister in Deutschland gemessen worden war.
Gleichwohl kritisierte etwa die Frankfurter Allgemeine Zeitung an anderer Stelle die „Hofberichterstattung“ einiger Medien, darunter Spiegel Online und Bild. Sehe man genauer hin, „dann fällt auf, dass Karl-Theodor zu Guttenberg für blanke Selbstverständlichkeiten gepriesen wird“. Auch dem Boulevardblatt Bild wurde vorgeworfen, durch seine Berichterstattung über das Ehepaar Guttenberg „Starkult“ zu betreiben und den Minister zum künftigen Kanzler aufbauen zu wollen. Die Zeit resümierte, dass für Guttenberg in der „Kluft zwischen öffentlicher Bewunderung und politischer Bilanz“ die Gefahr liege: „Wie soll er die Projektionen mit seinen realen Möglichkeiten je zur Deckung bringen?“ Bislang versuche er „mit demonstrativer Unterstützung des Boulevards“, diese „Differenz zwischen Schein und Sein durch Inszenierung und Imagebildung zu überspielen“. Auf die irrealen Hoffnungen, die sich an seine Person knüpften, „antwortet er mit Selbststilisierung“.
Im Laufe des Jahres 2010 wurde Guttenberg sogar als potentieller Nachfolger Merkels als Kanzler gehandelt.
Dieser Einschätzung stand Guttenberg gelassen gegenüber: Das Magazin Spiegel hatte am 16. Oktober 2010 ein Interview mit Guttenberg veröffentlicht, worin dieser Zweifel äußerte, ob er überhaupt für längere Zeit in der Politik bleiben werde. Er sagte: „Ich bin von Beginn an mit dem vollen Bewusstsein in die Politik gegangen, dass ich jederzeit aufhören könnte.“ Die Möglichkeit eines plötzlichen Endes der politischen Karriere bereite ihm keine Angst. „In jeder Entscheidung liegt die Möglichkeit eines Bruches im Leben. So ist es eben.“ Er verspüre keine „Lust des Klammerns“ an dem, was er habe, im Gegenteil, „die Lust, andere Brücken zu bauen“, sei in letzter Zeit größer geworden.
In der Plagiatsaffäre Ende Februar 2011 wurde er in verschiedenen Zeitungen in Anspielung auf Baron Münchhausen als „Lügenbaron“ bezeichnet. Auch von als eher liberal-konservativ geltenden Medien wurde er kritisiert, wobei es weniger um die Plagiatsvorwürfe als um seinen öffentlichen Umgang mit diesen ging. Die Financial Times Deutschland veröffentlichte einen Kommentar, der die nach Ansicht des Blatts wenig überzeugenden Erklärungen des Ministers als „Lüge“ und „Verhöhnung des Wahlvolks“ kritisierte. Bereits 2009 wurde in Medienberichten spekuliert, Guttenberg habe versucht, seinen Lebenslauf über Gebühr aufzuwerten. Diese Vorwürfe wurden im Zuge der Plagiatsaffäre erneuert.
Nach mehreren Umfragen zum Zeitpunkt seiner Plagiatsaffäre wurde Guttenberg weiterhin als beliebtester Politiker Deutschlands genannt, aber ein Vertrauensverlust konstatiert. Der Publizist Pascal Beucker leitete aus den unterschiedlichen Kommentierungen der Plagiatsaffäre durch verschiedene Medien, insbesondere der F.A.Z. und Bild, und seiner anhaltenden Popularität her, dass Nicht-Akademiker und Akademiker bzw. Bildungsbürgertum unterschiedliche Sichtweisen haben: Letzteres empfinde Guttenbergs „lapidaren Umgang mit dem Doktortitel als Ohrfeige“, er fahre daher eine „brandgefährliche, populistische Strategie“. Nach einer ersten Umfrage von infratest dimap noch am Tag des Rücktritts hielten 53 Prozent der Befragten diesen für richtig. Zehn Tage nach seinem Rücktritt lag Guttenberg laut ARD-Deutschlandtrend mit 73 Prozent weiterhin an der Spitze der beliebtesten deutschen Politiker, vor Bundespräsident Wulff mit 66 Prozent.
Im März 2013 erschien der satirische Fernsehfilm Der Minister, dessen Protagonist Franz Ferdinand von und zu Donnersberg von Guttenberg inspiriert ist und der dessen politische Karriere teils fiktiv, größtenteils aber realistisch beschreibt.
Im November 2022 setzte das Wochenmagazin Stern ein Zitat zu Guttenbergs auf seine Titelseite: „Ich wurde gnadenlos überschätzt“. Im Stern-Gespräch sei er „so ehrlich wie nie zuvor“ gewesen, „auch sich selbst gegenüber“. Er besitze „heute etwas, was er lange vermissen ließ: Selbstironie und einen korrekt erworbenen Doktortitel“.

## Auszeichnungen
Im November 2009 wurde Guttenberg im Rahmen der vom Public-Relations-Fachmagazin Politik & Kommunikation veranstalteten Preisverleihung Politikaward 2009 als „Politiker des Jahres“ ausgezeichnet. In der Begründung der Jury hieß es unter anderem: „Kein anderer Politiker hat es in diesem Jahr so gut wie Karl-Theodor zu Guttenberg verstanden, durch klare und offene Kommunikation Politik den Bürgern wieder näher zu bringen und zugleich glaubwürdiger zu machen.“
Im März 2010 zeichnete die Zeitschrift Deutsche Sprachwelt nach einer Abstimmung unter ihren Lesern den damaligen Verteidigungsminister als „Sprachwahrer des Jahres 2009“ aus. Dabei wurde insbesondere sein Einsatz für einen „ehrlichen Umgang“ mit der deutschen Sprache und für eine „klare, verständliche und schnörkellose Sprache“ gewürdigt, aber auch seine rednerische Begabung.
Im Dezember 2010 kürte ihn die Politik-Redaktion des Wochenmagazins FOCUS zum „Mann des Jahres 2010“. Weitere Auszeichnungen waren „Bestangezogener deutscher Politiker“ des Magazins Men's Health Best Fashion und der Fachzeitschrift Textilwirtschaft, „bestangezogener Deutscher“ des Magazins GQ, „Grünkohlkönig 2010“ der Stadt Oldenburg, „Goldene Kartoffel“ der Stadt Rehau.
Am 19. Februar 2011 erhielt Guttenberg den Orden wider den tierischen Ernst des Aachener Karnevalsvereins. In der Begründung hieß es, Guttenberg habe „Mut zum Widerspruch und zum akrobatischen Querdenken“. Die Vergabe war bereits am 11. November 2010 verkündet worden; der Orden wurde wie üblich kurz vor Karneval verliehen. Zu dieser Zeit hatte die öffentliche Debatte um die Plagiatsaffäre begonnen. Philipp Franz zu Guttenberg nahm in Abwesenheit seines Bruders die Auszeichnung entgegen.

## Veröffentlichungen (Auswahl)
- Die Beziehungen zwischen der Türkei und der EU – eine „Privilegierte Partnerschaft“. (PDF-Datei; 162 kB) Akademie für Politik und Zeitgeschehen, München, 2004, ISBN 3-88795-274-X. (Hanns-Seidel-Stiftung, aktuelle Analysen, Heft 33.)
- Carlo Altomonte, Pierre Defraige, Lucas Delatre, Karl-Theodor zu Guttenberg, Sylvie Goulard, Rudolf Scharping: Le Partenariat privilégié, alternative à l'adhésion. Fondation Robert Schuman, 2006, ISSN 1761-2233.
- Verfassung und Verfassungsvertrag. Konstitutionelle Entwicklungsstufen in den USA und der EU (= Schriften zum internationalen Recht. Band 176). Duncker & Humblot, Berlin 2009, ISBN 978-3-428-12534-0 (Dissertation Universität Bayreuth 2007, 475 Seiten, 2011 wegen Plagiatvorwurfs aberkannt, Doktorgrad wurde am 23. Februar 2011 entzogen, ISBN 978-3-428-52534-8 als Online-Ausgabe; bis Februar 2011 als Elektronische Ressource für angeschlossene Bibliotheken und Institutionen gemäß „eLibrary“-Angebot des Verlags, ab Februar 2011 als E-Book).
- Verantwortung in der sozialen Marktwirtschaft. Robert Bosch Stiftung, Stuttgart 2009, ISBN 978-3-939574-18-7.
- Die Idee vom Staatsbürger in Uniform. Lehren aus dem 20. Juli 1944. Konrad-Adenauer-Stiftung, Sankt Augustin [u. a.] 2010, ISBN 978-3-941904-75-0.
- Mit Giovanni di Lorenzo: Vorerst gescheitert: Karl-Theodor zu Guttenberg im Gespräch mit Giovanni di Lorenzo. Verlag Herder, Freiburg 2011, ISBN 978-3-451-30584-9.
- Agents, bills, and correspondents through the ages: an analytical reconsideration of the nature, scope, and significance of correspondent banking and its application in historical precedence and selected case studies. Dissertation, University of Southampton 2018, 488 S. (soton.ac.uk).
- 3 Sekunden: Notizen aus der Gegenwart. Verlag Herder, Freiburg im Breisgau 2023.

## Dokumentation
- Deutsche Dynastien – Die Guttenbergs. In: Das Erste vom 22. November 2010 (44 Minuten); Informationen zur Dokumentation